# John McGregor
John McGregor (Airdrie, 5 gennaio 1963) è un allenatore di calcio ed ex calciatore scozzese, di ruolo difensore.

## Carriera

### Giocatore
Tra il 1980 ed il 1981 gioca nella terza divisione scozzese con il Queen's Park, con cui poi dopo la vittoria del campionato nella stagione 1980-1981 gioca anche per una stagione (la 1981-1982) in seconda divisione. Viene poi ceduto al Liverpool, club della prima divisione inglese, di cui rimane tesserato fino al termine della stagione 1986-1987: di fatto, comunque, non gioca mai nessuna partita ufficiale con la maglia dei Reds, venendo impiegato esclusivamente nella formazione riserve. Durante la sua permanenza a Liverpool trascorre anche dei periodi in prestito in altri club: nella stagione 1983-1984 segna infatti una rete in 5 presenze nella prima divisione scozzese con il St. Mirren, mentre nella prima parte della stagione 1985-1986 gioca 5 partite nella seconda divisione inglese con il Leeds Utd. Nell'estate del 1987 torna in Scozia, ai Rangers, dove rimane in rosa tra il 1987 ed il 1992 giocando però in totale solamente 26 partite di campionato nella prima divisione scozzese, quasi tutte concentrate nel corso della stagione 1987-1988: negli anni seguenti soffre infatti numerosi infortuni, anche gravi, che ne limitano drasticamente l'attività e che di fatto lo portano al ritiro nel 1992 all'età di soli 29 anni. Nel corso della sua carriera, ha anche giocato 3 partite in Coppa dei Campioni, tutte nell'edizione 1987-1988 di tale torneo (in particolare, è sceso in campo da titolare in entrambe le partite della doppia sfida del primo turno tra i Rangers ed i sovietici della Dinamo Kiev e nella partita di ritorno degli ottavi di finale, contro i polacchi del Górnik Zabrze).

### Allenatore
Dal 1992 al 2003 ha allenato la formazione riserve dei Rangers.

## Palmarès

### Giocatore

#### Competizioni nazionali
- Terza divisione scozzese: 1

Queen's Park: 1980-1981
- Campionato scozzese: 4

Rangers: 1988-1989, 1989-1990, 1990-1991, 1991-1992
- Coppa di Scozia: 1

Rangers: 1991-1992
- Coppa di Lega scozzese: 3

Rangers: 1987-1988, 1988-1989, 1990-1991